# ابوالفضل بستی
ابوالفضل الحافظ القاضی بن موسی البستی، یکی از فضلا و عرفای نامدار در تاریخ تصوف سیستاناست. این عارف، محدث و عالم مشهور سیستانی، صاحب تألیف کتاب‌های متعددی از جمله کتاب شرح شفا می‌باشد.
در کتاب ریاض العاشقین آمده است که: شیخ ابوالفضل بعد از احمد غزالی به هدایت سالکان مشغول بود.
وی با ابوالنجیب سهروردی و عین‌القضات همدانی برادر طریقت بوده است. ابوالفضل بستی در سال ۵۵۰ هجری قمری در زمان سلطان سنجر بن ملکشاه سلجوقی وفات یافت.